# Vijaysinhji Chhatrasinhji
Vijaysinhji Chhatrasinhji (Nandod, 30 gennaio 1890 – Windsor, 29 aprile 1951) fu l'ultimo maharaja di Rajpipla; regnò dal 1915 fino all'abolizione costituzionale della monarchia in India nel 1948. Dal 1948 fino alla sua morte, nel 1951, mantenne il proprio titolo a livello onorifico.

## Biografia

### I primi anni
Figlio di Chhatrasinhji Gambhirsinhji e della sua prima moglie, la principessa Wankanerwala Maharani Shri Phool Kunverba Sahiba, il maharana Vijaysinhji, ascese al gadi nel 1915. Nella sua giovinezza era stato educato al Rajkumar College di Rajkot e fu membro dell'Imperial Cadet Corp a Dehra Dun. Già nel 1911, ancora come principe ereditario, ebbe modo di prendere parte e distinguersi al Delhi Durbar indetto da Giorgio V del Regno Unito.
Il maharana Vijaysinhji diede prova di essere un grande amministratore, assistito in questo compito dal suo karbhari Rasikbhai Dubla. Vijaysinhji ottenne il prestigioso Ordine della Stella d'India inglese e ricevette in ricompensa il titolo ereditario di Maharaja dal 1921. Gli venne inoltre innalzato il numero di saluti onorifici con colpi di cannone a salve nelle occasioni solenni, da 11 a 13. Nel corso della prima guerra mondiale lo stato di Rajpipla supportò l'invio di numerose reclute all'esercito inglese. In riconoscimento di questo servizio durante il periodo bellico, il Maharaja Vijaysinhji ricevette il rango onorario di capitano dell'esercito britannico.

### L'epoca d'oro di Rajpipla e le innovazioni del maharaja
Il maharaja Sir Vijaysinhji fu il primo ad introdurre un sistema scolastico moderno nel proprio stato, puntando in particolare sull'educazione elementare. Egli costruì inoltre ospedali civili, cliniche per la maternità, cinque dispensari ed un ospedale veterinario. Venne istituita durante il suo regno anche una corte civile e penale, come pure venne garantito il primo sistema pensionistico per gli amministratori pubblici ed i salari di polizia e militari vennero incrementati. Maharaja Vijaysinhji ordinò estesi lavori pubblici per la costruzione di strade carrozzabili, aggiungendo 64 chilometri di strade nella sezione Jhagadia-Netrang, completando l'opera già iniziata da suo padre. Egli espanse di altri 31 chilometri le ferrovie di stato ed aprì un sistema di tram elettrici per collegare i villaggi presso il fiume Narmada con la parte interna dello stato, oltre a costruire una centrale elettrica ed un acquedotto per Rajpipla. Le tasse vennero ridotte in percentuale dal momento che la rendita annua dello stato passò da 1.300.000 rupie a 2.700.000 rupie annue nel periodo 1915-1930, raggiungendo il picco massimo con 4.627.000 rupie nel 1948 quando lo stato entrò poi nell'Unione Indiana. Il Maharaja Vijaysinhji regolarizzò il problema delle esondazioni sovrintendendo personalmente ai lavori, come pure ebbe un notevole interesse nell'agricoltura del cotone, del grano e della frutta in tutto il suo territorio. Nel 1927 organizzò il primo sistema catastale di stato e obbligò chi costruiva a distanziarsi almeno 1 metri dalla strada pubblica.
Il Maharaja Vijaysinhji fu anche un appassionato sportivo. Ottimo cavaliere, ebbe una delle migliori stalle di cavalli da corsa di tutta l'India, nota per la qualità più che per la quantità. Il Maharaja Vijaysinhji vinse la prima Indian Derby nel 1919 quando il suo cavallo Tipster tagliò il nastor finale. Un altro dei suoi cavalli, Embargo, vinse la Irish Derby nel 1926 ed il Grand Prix del Belgio nel 1927. Altri cavalli, come Melesigenes, gli ottennero grande considerazione internazionale nelle corse a Bombay, Poona e altre corse indiane. Il suo cavallo migliore, ad ogni modo, fu Windsor Lad, che vinse l'Epsom Derby in Inghilterra nel 1934. Il Maharaja Vijaysinhji è a tutt'oggi l'unico indiano ad aver vinto un derby inglese. Re Giorgio V e la regina Mary che osservavano la corsa dalla loro postazione, invitarono personalmente il maharaja per felicitarsi con lui della brillante vittoria conseguita.
Il maharaja Vijaysinhji trascorreva gran parte delle sue estati in Inghilterra per poi tornare in India durante il periodo invernale, importando per primo alcuni sport come il cricket, il calcio e l'hockey. Egli realizzò anche un campo di polo statale ed uno di gymkhana. Appassionato di automobili come suo padre, il Maharaja Vijaysinhji fu proprietario di dodici Rolls-Royce, dalla Silver Ghost 1913 alla Phantom III 1937.
Durante la seconda guerra mondiale, il maharaja donò tre Spitfire all'aviazione inglese, il Rajpipla, il Windsor Lad e l' Embargo, oltre ad un Hawker Hurricane chiamato Rajpipla II. Venne ricompensato con la Gran Croce dell'Ordine dell'Impero britannico e col grado onorifico di tenente colonnello dell'esercito inglese.
Uno dei sogni del maharaja per Rajpipla fu la costruzione di un aerodromo 0,61 km2, progetto che ad ogni modo non poté completare perché perdette i propri poteri nel 1948. Altro suo progetto fu la costruzione di una grande diga presso il fiume Narmada per facilitare l'irrigazione e generare nel contempo energia elettrica, ed iniziò a raccogliere fondi per tale scopo ma non lo realizzò per i motivi già detti. Questo progetto fu il precursore dell'attuale diga di Sardar Sarovar.

### Il ruolo a favore del nazionalismo indiano
Sorprendentemente il Maharaja Vijaysinhji, che era noto per i suoi lunghi soggiorni in Europa e la sua fervida alleanza con la Corona inglese, diede inizio negli anni '40 del Novecento ad un movimento nazionalista proprio a Rajpipla. Assieme ai principi Gohil-Sisodia Rajput di Udaipur e di Bhavnagar, fu uno dei primi a sostenere la democratizzazione dello stato indiano nel 1948 dando 2.800.000 rupie al governo indiano. Egli spinse altri governanti indiani a fare lo stesso in un incontro tenutosi al Palm Beach, la sua residenza di Bombay su Nepeansea Road. Il Rajpipla, grazie anche al sostegno del suo maharaja che si fece promotore della causa di unificazione a livello internazionale malgrado i suoi sentimenti filo-inglesi, aderì all'Unione Indiana il 10 giugno 1948, ponendo fine ai 600 anni di storia dello stato indipendente di Rajpipla.
Dopo la fine del governo il maharaja Vijaysinhji si ritirò in Inghilterra e morì nella sua residenza, The Manor, a Windsor, in Inghilterra, nel 1951, e venne cremato poi a Rampura sulle rive del fiume Narmada, a 18 chilometri dalla sua ex capitale.

## Matrimoni e figli
Il maharaja Vijaysinhji Chhatrasinhji sposò in prime nozze ad Amleta, il 2 marzo 1911, la principessa Uday Kunverba Sahiba [Ratlam Basaheb] (m. 31 gennaio 1961), figlia di rao Bahadur Maharaj Shri Raghunath Singhji Sahib, di Amleta. In seconde nozze sposò a Panna il 18 giugno 1917, la principessa Padmini Kunverba Sahiba [Panna Basaheb] (n. Panna, 1902 - m. 17 settembre 1983), figlia minore del shri shri rao Raja Kuman Singh Ju Deo Sahib Bahadur di Panna, e della sua seconda moglie, la nanhi rao Rani Sahiba, figlia a sua volta del sawai rao Sahib Bahadur Dewan Kamod Singh. In terze nozze sposò a Fort, Rajpipla, il 5 gennaio 1940, la principessa Ella Devi Sahiba [Ella Devi Rajpipla] (11 settembre 1905 - maggio 1995), nata Atherton. Dai suoi tre matrimoni ebbe sei figli e cinque figlie:
- Rajendrasinghji Vijaysinhji Sahib, principe di Rajpipla (?-?)
- Rajkumar Shri Raghunath Singhji Vijaysinhji Sahib (luglio 1913 - 1915)
- Shri Pramod Singhji Vijaysinhji Sahib. (13 gennaio 1917 - 1 gennaio 1980), sposò il 10 dicembre 1952 Rani Jayendra Kumari Sahiba
- Un figlio (nato e morto nel 1919)
- Indrajeet Singhji Vijaysinhji Sahib (19 settembre 1925 - 11 luglio 1964), sposò il 27 maggio 1954 Rani Vina Kumari Sahiba
- Rajsinhji Vijaysinhji Sahib (n. 21 novembre 1940), giornalista
- Una figlia (1914-1915)
- Maharajkumari Bapuraja Kusum Kunverba Sahiba [Maharani Kusum Kunverba Sahiba, Rani of Chota Udepur] (5 dicembre 1928 - 1981), sposò come seconda moglie Maharaol Shri Natwarsinhji Fatehsinhji Sahib, Raja di Chote Udepur (1906 - 1946)
- Maharajkumari Bapuraja Mohini Kunverba Sahiba [H.H. Rajpiplawala Maharani Mohini Kunverba Sahiba, Maharani of Morvi] (14 settembre (14 settembre 1918 - 13 dicembre 1993)
- Maharajkumari Bapuraja Chandra Prabha Kumari Sahiba [Rani Chandra Prabha Kumari Sahiba, of Nabha] (11 novembre 1932 - 27 dicembre 2012), sposò a Bombay nel 1950, Maharajkumar Shri Gurbaksh Singh Sahib (m. novembre 1963)
- Maharajkumari Bapuraja Premila Devi Sahiba (n. 10 aprile 1949), modella e donna d'affari